# Bistum Jericó
Das Bistum Jericó (lateinisch Dioecesis Iericoënsis, spanisch Diócesis de Jericó) ist eine in Kolumbien gelegene römisch-katholische Diözese mit Sitz in Jericó. 

## Geschichte
Ein erstes Bistum Jericó wurde am 29. Januar 1915 aus Teilen des Metropolitanerzbistums Medellín errichtet. Der damalige Bischof von Antioquía, Maximiliano Crespo Rivera, fungierte als Apostolischer Administrator des Bistums, bis es am 5. Februar 1917 mit dem Bistum Antioquía zum Bistum Antioquía-Jericó vereinigt wurde.
Das heutige Bistum Jericó entstand am 4. Juli 1941 infolge der Teilung des Bistums Antioquía-Jericó und wurde erneut dem Metropolitanerzbistums Medellín als Suffraganbistum unterstellt.

Wappen des Bistums Jericó

## Apostolischer Administrator von Jericó
- Maximiliano Crespo Rivera, 1915–1917 Apostolischer Administrator,

1910–1917 Bischof von Antioquía, 
1917–1923 Bischof von Santa Rosa de Osos, 
1923–1940 Erzbischof von Popayán

## Bischöfe von Jericó
- Antonio José Jaramillo Tobón, 1942–1960
- Augusto Trujillo Arango, 1960–1970, dann Erzbischof von Tunja
- Juan Eliseo Mojica Oliveros, 1970–1977, dann Bischof von Garagoa
- Augusto Aristizábal Ospina, 1977–2003
- José Roberto López Londoño, 2003–2013
- Noel Antonio Londoño Buitrago CSsR, seit 2013